# شبح (فیلم ۱۹۹۶)
شبح (به انگلیسی: The Phantom) فیلمی حادثه‌ای و تخیلی و کمدی محصول ۱۹۹۶ است که با بازیگری بیلی زین و کریستی سوانسون و گارگردانی سایمون وینسر عرضه شده‌است. از دیگر بازیگران فیلم می‌توان به تریت ویلیامز و کاترین زیتا جونز نیز اشاره کرد. این فیلم برپایه شخصیت کمیک بوکی به همین نام ساخته شده است.